# Wappen von Bytom
Das Wappen von Bytom (Beuthen O.S.) geht auf mittelalterliche Schöffensiegel zurück, wird jedoch erst seit dem Ende des 19. Jahrhunderts als Stadtwappen verwendet.

## Beschreibung
Auf der linken Seite (heraldisch rechts) des gespaltenen Stadtwappens befindet sich in Silber ein nach rechts gewendeter Bergmann, der Gestein mit einer Hacke bearbeitet. Auf der rechten Seite (heraldisch links) befindet sich ein halber goldener Adler auf blauem Grund.

## Veränderungen und Bedeutung
Ursprünglich verwendete der Rat der Stadt seit dem Mittelalter ein Siegel mit dem Adler der oberschlesischen Piasten. Dagegen zeigte das Schöffensiegel von Beuthen das heute verwendete Bild von Bergmann und Adler.
Auf Anraten des Historikers Simon Mach beschloss der Rat der Stadt 1886, das mittelalterliche Schöffensiegel als Wappen einzuführen. Emil Doepler gestaltete das neue Wappen auf Grundlage eines Siegels aus dem 14. Jahrhundert. Das heutige Wappen entspricht dieser künstlerischen Gestaltung, nachdem es im Laufe der Zeit stilistischen Umgestaltungen unterworfen war. Der Bergmann symbolisiert die große Bedeutung des bereits im Mittelalter in Beuthen betriebenen Bergbaus.

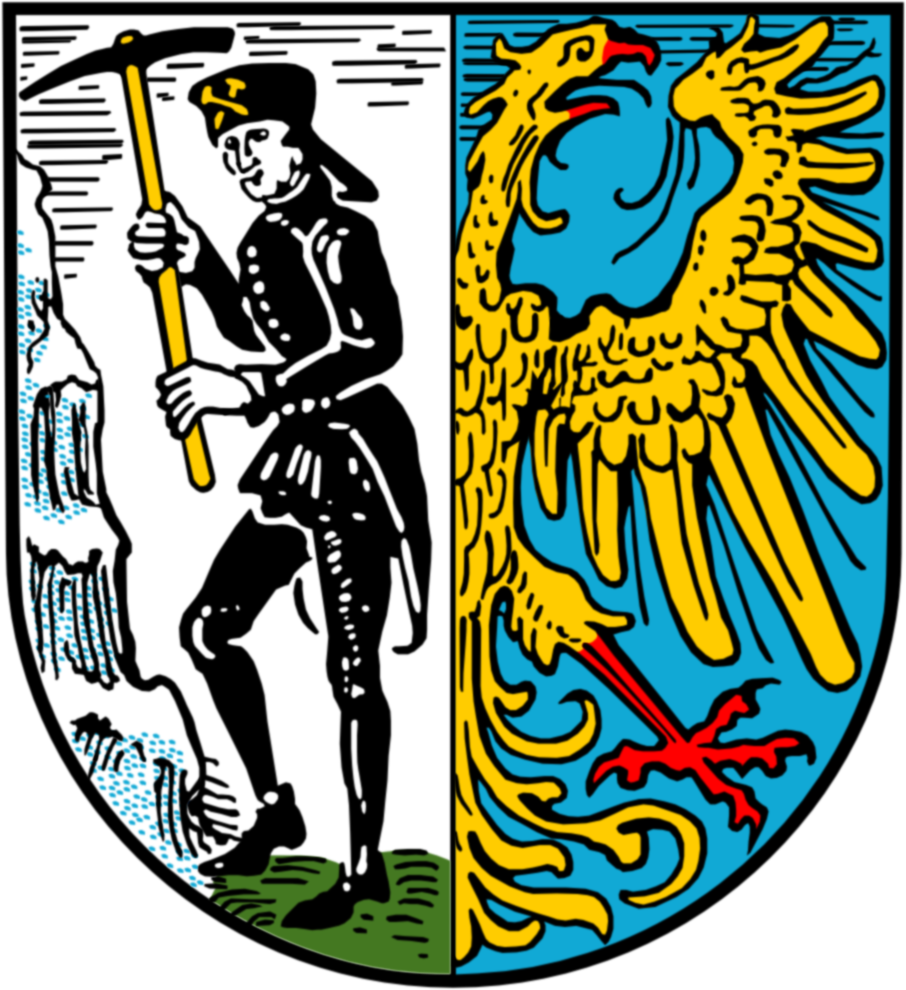
Wappen von Beuthen O.S. nach Otto Hupp
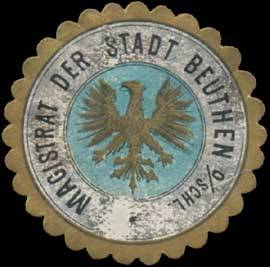
Alte Siegelmarke mit Adler
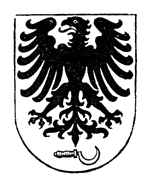
Wappen um 1885
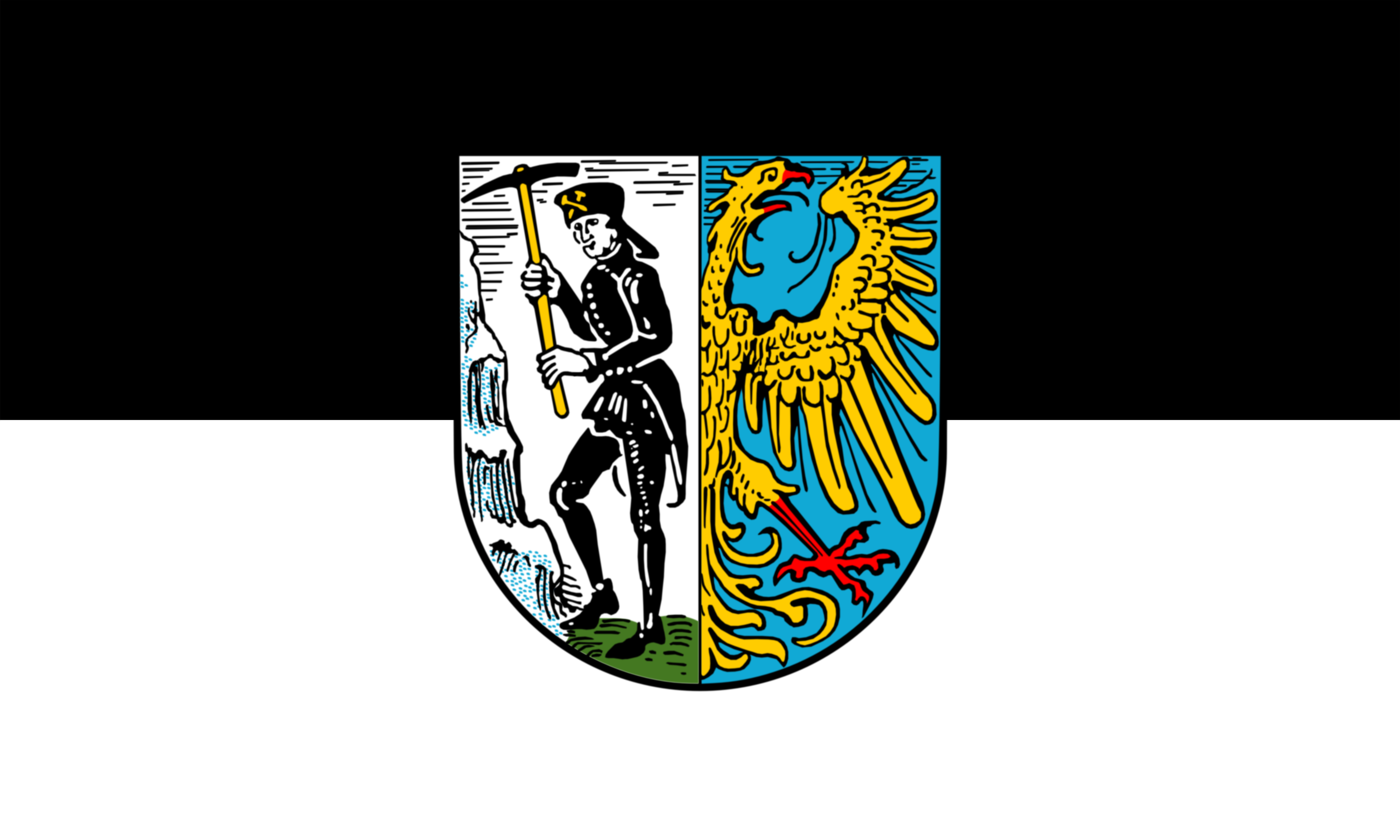
Stadtfahne vor 1945
Heutige Stadtfahne

## Stadtteile

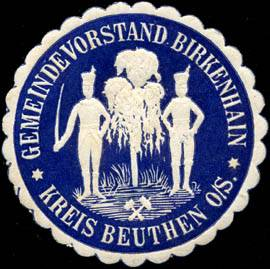
Altes Siegel von Birkenhain
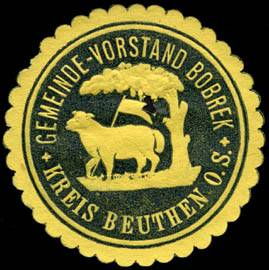
Altes Siegel von Bobrek (Bobreck)
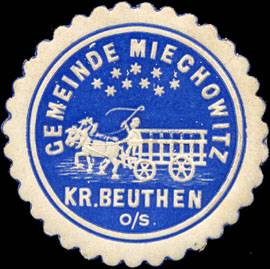
Altes Siegel von Miechowitz